# PLASMA (Perfumeのアルバム)
『PLASMA』（プラズマ）は、Perfumeの通算8作目、7枚目のオリジナルアルバム。2022年7月27日にPerfume Records / ユニバーサルJから発売された。2018年8月に発売の『Future Pop』以来約4年ぶりのオリジナルアルバムで、シングルやEP収録曲として発売された「再生」、「Time Warp」、「ポリゴンウェイヴ」、「Flow」、「さよならプラスティックワールド」を含む全12曲が収録された。

## 背景
2022年3月8日、初夏に前作『Future Pop』から約4年ぶりのオリジナルアルバムを発売することを発表した。
5月12日、アルバムタイトルが『PLASMA』、発売日が「7月27日」であること、完全生産限定盤・初回限定盤・通常盤の3形態で発売されることが発表された。アルバムタイトルの『PLASMA』は、固体・液体・気体に次ぐ物質の第4の状態を指し、プレスリリースでは次々と形を不思議に変える音楽体験ができるアルバムと紹介された。同月31日にアルバムの全収録曲のタイトルと新たなビジュアルが公開された。
6月9日、本作のジャケット写真に加え、完全生産限定盤と初回限定盤に付属の特典ディスクの収録内容が公開され、本作と本作を携えたアリーナツアー『Perfume 9th Tour 2022 "PLASMA"』の特設サイトが開設された。同月17日にYouTube上で全曲ダイジェストが公開された。また、本作のリード曲「Spinning World」のラジオオンエアが開始され、7月15日に先行配信が開始された。
8月20日から11月6日にかけて『Perfume 9th Tour 2022 "PLASMA"』が全国9都市で開催された。

## 評価
『ROCKIN'ON JAPAN』（9月号）で、音楽ライターの高橋智樹は『Future Pop』で突き詰めたベースミュージックとしての先鋭性を血肉化したうえで、ファンク／ソウルといったダンスビートのアーカイブも俯瞰しつつ「都市型ポップミュージックの輝度と彩度」を今この時代に改めて提示するかのようなアルバムと見なし、アートとポップを己の日常として生きるPerfumeだからこそ描き得る、目映く強い「自然体」の形がここにあると評した。
『bounce』（2022年8月号）で、ライターの出蔦孝次は強力なシングルや野心的な新機軸の満載された『PLASMA』はPerfumeの〈第4形態〉を表現する圧巻の一枚となった!これまでに構築してきた揺るぎない未来感を継承しつつ、生身の姿からアンドロイドまで次々に形を変えるPerfumeミュージックの現在進行形が体感できる充実の仕上がりと評した。

## チャート成績
初週42,759枚を売り上げ、2022年8月8日付オリコン週間アルバムランキングで初登場3位を獲得。その結果、『GAME』以来続いていたオリジナルアルバムの連続首位記録が途絶えてしまう。チャート登場回数は14回。累計53,966枚のセールスを記録した。

## 収録曲
| 全作詞・作曲・編曲: 中田ヤスタカ。 |                                    |              |              |      |
| #                                  | タイトル                           | 作詞         | 作曲・編曲   | 時間 |
| 1.                                 | 「Plasma」                         | 中田ヤスタカ | 中田ヤスタカ | 2:04 |
| 2.                                 | 「Time Warp」(v1.1)                | 中田ヤスタカ | 中田ヤスタカ | 2:52 |
| 3.                                 | 「ポリゴンウェイヴ」(Original Mix) | 中田ヤスタカ | 中田ヤスタカ | 4:33 |
| 4.                                 | 「再生」                           | 中田ヤスタカ | 中田ヤスタカ | 4:43 |
| 5.                                 | 「Spinning World」                 | 中田ヤスタカ | 中田ヤスタカ | 4:00 |
| 6.                                 | 「マワルカガミ」                   | 中田ヤスタカ | 中田ヤスタカ | 3:53 |
| 7.                                 | 「Flow」                           | 中田ヤスタカ | 中田ヤスタカ | 3:04 |
| 8.                                 | 「∞ループ」                        | 中田ヤスタカ | 中田ヤスタカ | 4:18 |
| 9.                                 | 「Drive'n The Rain」               | 中田ヤスタカ | 中田ヤスタカ | 6:16 |
| 10.                                | 「ハテナビト」                     | 中田ヤスタカ | 中田ヤスタカ | 2:57 |
| 11.                                | 「アンドロイド&」                  | 中田ヤスタカ | 中田ヤスタカ | 4:13 |
| 12.                                | 「さよならプラスティックワールド」 | 中田ヤスタカ | 中田ヤスタカ | 3:56 |
| 合計時間:                          | 合計時間:                          | 46:49        |              |      |

| #  | タイトル                          | 作詞 | 作曲・編曲 |
| -- | --------------------------------- | ---- | ---------- |
| 1. | 「PLASMA -Teaser-」               |      |            |
| 2. | 「Flow -Dance Video-」            |      |            |
| 3. | 「Time Warp -Video Clip-」        |      |            |
| 4. | 「ポリゴンウェイヴ -Video Clip-」 |      |            |
| 5. | 「再生 -Video Clip-」             |      |            |
| 6. | 「Flow -Video Clip-」             |      |            |
| 7. | 「Spinning World -Video Clip-」   |      |            |

| #  | タイトル                                              | 作詞 | 作曲・編曲 |
| -- | ----------------------------------------------------- | ---- | ---------- |
| 1. | 「Perfume View」                                      |      |            |
| 2. | 「アンドロイド＆ -Perfume LIVE 2022 [polygon wave]-」 |      |            |
| 3. | 「Perfumeのただただラジオが好きだからレイディオ!5」   |      |            |

## タイアップ
- プジョー「NEW SUV 2008/SUV e-2008」CMソング（#2）
- 「Amazon Music HD」CMソング（#2）
- Amazon Prime Video『ザ・マスクド・シンガー』テーマソング（#3）
- 映画『屍人荘の殺人』主題歌（#4）
- TBS系火曜ドラマ『ファイトソング』主題歌（#7）
- NHK「みんなのうた」4月・5月放送曲（#12）

## チャート

### 週間チャート
| チャート (2022年)                  | 最高位 |
| ---------------------------------- | ------ |
| 日本 (オリコン)                    | 3      |
| 日本 (オリコン合算アルバム)        | 3      |
| Japan Hot Albums (Billboard JAPAN) | 3      |

### 年間チャート
| チャート (2022年)                  | 順位 |
| ---------------------------------- | ---- |
| 日本 (オリコン)                    | 72   |
| Japan Hot Albums (Billboard JAPAN) | 62   |